# Bancomat

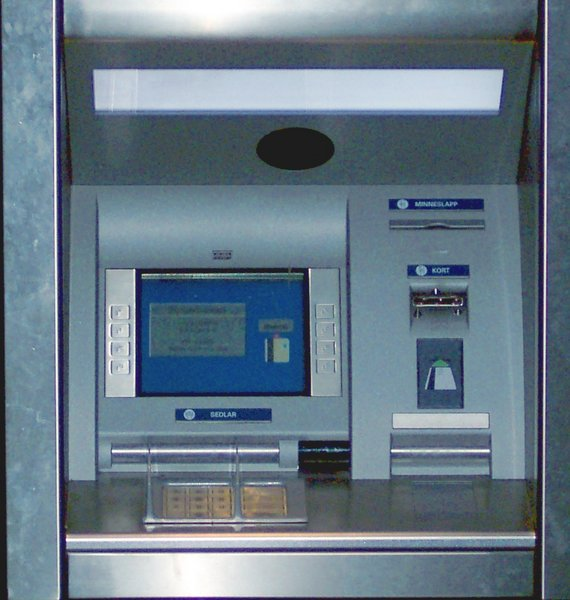
Bancomat instalat în Suedia

Un bancomat sau un ATM (prescurtare a sintagmei engleze automated teller machine – literal „casier automat”) este un aparat electronic sau electromecanic care permite clienților să efectueze diferite tranzacții bancare prin autoservire. Diferitele modele de bancomate permit efectuarea de retrageri, acceptă depozite folosind bani lichizi sau cecuri, ordonă transferuri de fonduri, imprimă aduceri la zi ale carnetelor, creșterea sumelor cartelelor telefonice și vând timbre poștale. Prin intermediul bancomatelor aparținând unor rețele bancare este posibil să se efectueze plăți ale unor facturi (electricitate, gaz, telefonie etc.), iar alte bancomate permit schimburi valutare.
ATM-urile permit identificarea securizată a posesorului cardului bancar mulțumită numărului personal de identificare, prescurtat PIN, din engleză Personal Identification Number. Unele bancomate permit schimbarea PIN-ului. Bancomatele mai noi recunosc cardurile cu cip.

## Istoric

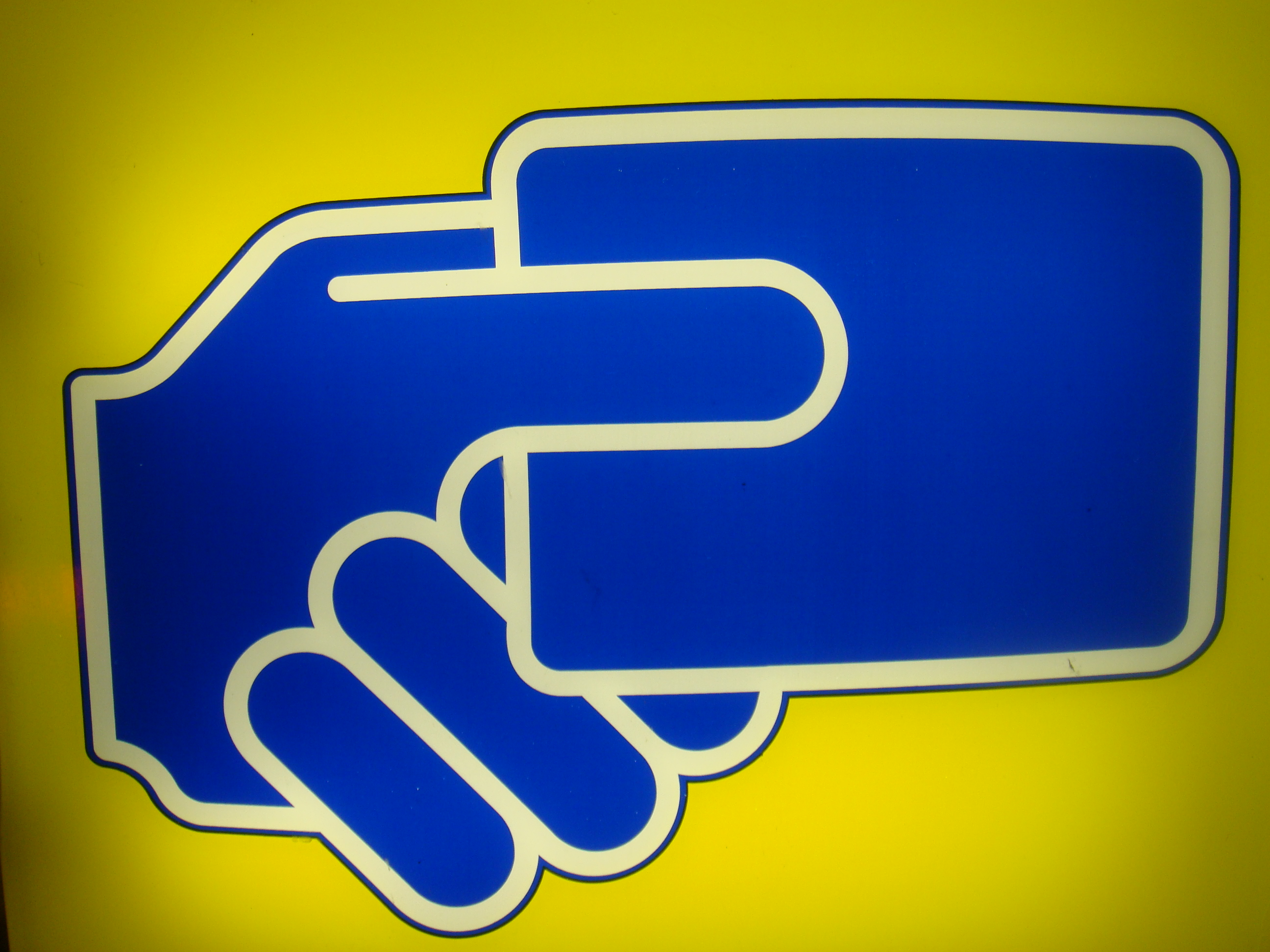
Logo

De La Rue a dezvoltat primul bancomat cunoscut, care a fost instalat  la Enfield Town, în nordul Londrei, la 27 iunie 1967, de către Barclays. În Marea Britanie, inventatorul ATM-ului este John Shepherd-Barron, dar Luther George Simjian a depus cerere de brevet la New York în anii 1930, în timp ce inginerii de la Docutel posedă un brevet datat la 4 iunie 1973. John Shepherd-Barron este membru al Ordinului Imperiului Britanic, din 2005.
Ideea de a compara numărul personal de identificare (PIN) stocat în card cu cel cunoscut de ATM aparține inginerului britanic James Goodfellow (1965).
Primele ATM-uri vorbitoare, inițial destinate nevăzătorilor, au apărut în Canada, în 1995. În 2005, existau în Statele Unite ale Americii circa 30.000 de bancomate vorbitoare.

## Principiul de funcționare
După ce cardul este încărcat în cititorul de carduri ATM, deținătorul cardului este rugat să introducă un cod secret (cod PIN) pentru a autoriza deținătorul cardului. Următoarele reprezintă o selecție a tranzacțiilor disponibile (atunci când se selectează o tranzacție, poate fi solicitat și un cod PIN, depinde de setările specifice ale unui anumit ATM). După selectarea unei tranzacții, ATM-ul criptează informațiile recepționate (conținutul benzii magnetice / chip-ului, codul PIN introdus, operația solicitată) și trimite datele la centrul de procesare al băncii achizitoare (banca care deservește ATM-ul).
Banca achizitoare trimite o cerere de operare către sistemul de plăți. Sistemul de plăți trage cererea către banca emitentă (instituția bancară care a emis cardul) și, după ce a primit consimțământul sau refuzul (cod de autorizare), trimite comenzile ATM pentru a executa sau respinge cererea. În același timp, sunt înregistrate toate acțiunile legate de trimiterea unei cereri, de procesarea unui răspuns la o solicitare și de emiterea/primirea de bani de la casete, ceea ce permite efectuarea unei investigații în cazul în care operațiunea este contestată.
Deoarece codul PIN este cunoscut doar de către deținătorul cardului, operațiunile confirmate de codul PIN sunt considerate a fi efectuate direct de către deținătorul cardului.

## Utilizare
În general, în cazul ATM-urilor moderne, clientul introduce în aparat un card de plastic prevăzut cu bandă magnetică sau / și cu microcip, care conțin(e) datele necesare la identificarea clientului. Pentru a cere accesul la contul său, clientul trebuie să formeze un cod de patru până la cincisprezece  cifre. În cazul în care codul a fost format incorect de trei ori, cele mai multe ATM-uri rețin cardul pentru a se evita frauda. Unele ATM-uri distrug cardul reținut, pentru a se evita folosirea acestuia în mod fraudulos de către angajații băncii.

## Locații
ATM-urile pot fi amplasate în orice locație, dar cel mai adesea sunt amplasate lângă sau în interiorul băncilor, centre comerciale / mall-uri, aeroporturi, gări, stații de metrou, magazine alimentare, benzinării, restaurante și alte locații. ATM-urile se găsesc și pe navele de croazieră și pe unele nave ale marinei americane, unde marinarii își pot retrage salariul.
ATM-urile pot fi în și în afara localurilor. Bancomatele care sunt în localuri, de obicei, sunt mașini mai avansate, multifuncționale, care completează capacitățile unei filiale ale băncii și, prin urmare, sunt mai scumpe. Bancomatele externe sunt implementate de instituții financiare și organizații independente de vânzări (ISO), unde există o nevoie simplă de numerar, astfel încât acestea sunt, în general, dispozitive cu o singură funcție și mai ieftine.
În SUA, Canada și în unele țări din Golf, băncile pot avea benzi de acces care permit accesul la ATM-uri cu ajutorul unui automobil.

## Rețele
Toate ATM-urile sunt conectate la o rețea interbancară, fapt ce ușurează retragerea de numerar și alte operațiuni care nu aparțin băncii unde clientul posedă un cont. Această structură este deosebit de utilă persoanelor care călătoresc. De exemplu, într-o țară străină, o persoană ar dori să obțină devize locale. Un ATM poate să-i dea, rețeaua efectuând conversiile monetare la rata de schimb a momentului. Printre aceste rețele bancare, se pot cita PULSE, PLUS, Cirrus, Interswitch, STAR, LINK, Groupement des Cartes Bancaires CB (Franța), JETCO (Hong Kong) și Expressnet (Filipine) ca și Interac în Canada.
ATM-urile nu efectuează decât tranzacții pe care instituția bancară le autorizează, autorizații care trec, în mod necesar, prin rețeaua bancară.

## Taxe de utilizare
În multe țări, băncile cer taxe / comisioane pentru utilizarea ATM-urilor lor. De cele mai multe ori, aceste comisioane sunt percepute nemembrilor, cu toate că acestea pot fi percepute tuturor utilizatorilor. În Regatul Unit, aceste comisioane au fost desființate.
Uneori, în cazul cardurilor de debit, încărcate în mod regulat cu sume de bani reprezentând salarii, pensii etc, prin contracte încheiate între băncile emitente și angajatori, respectiv casele naționale de pensii, utilizatorii acestor carduri sunt scutiți de plata comisioanelor / taxelor de utilizare a bancomatelor.

## Reglementări
În România, începând din august 2014, băncile sunt obligate să afișeze pe ecranele bancomatelor comisioanele pentru fiecare operațiune.